# Michael D. Higgins
Michael Daniel Higgins (en irlandès: Micheál D. Ó hUigínn, Limerick, Irlanda, 18 d'abril de 1941) és un polític irlandès. Va guanyar les eleccions a President electe d'Irlanda del 2011, i va esdevenir el novè polític en assolir el càrrec.
Ha estat president del Partit Laborista (fins que en dimití un cop guanyà les eleccions presidencials), parlamentari a les dues cambres irlandeses (tant al Dáil Éireann com al Seanad Éireann) i ministre d'Art, Cultura i Joventut d'Irlanda.
El Partit Laborista el va escollir el 19 de juny de 2011 com a candidat a les eleccions com a President d'Irlanda, per davant d'altres candidats com l'antic senador Kathleen O'Meara o Fergus Finlay. Les votacions es van celebrar el dia 27 d'octubre de 2011, i Higgins fou proclamat guanyador (per davant de l'independent Seán Gallagher i de Martin McGuinness, del Sinn Féin i antic líder de l'IRA Provisional) al cap de dos dies. Prengué possessió del càrrec el dia 11 de novembre de 2011.
Durant la presidència de Higgins es van produir diversos actes que evidencien un cert acostament, si més no diplomàtic, entre la República d'Irlanda i el Regne Unit. El més destacat, sens dubte, és la visita que va fer el president d'Irlanda a la reina d'Anglaterra Elisabet II, la primera vegada que un cap de l'estat irlandès anava al Regne Unit, des que el país va assolir la independència, als anys 20 del segle xx. Més enllà del discurs que Higgins va dirigir als representants de les cambres britàniques, també va ser molt simbòlica la presència de Martin McGuinness en el banquet oficial que la reina va oferir a Higgins, al castell de Windsor. McGuiness hi assistia com a vicepresident del govern autònom d'Irlanda del Nord, però el republicà havia estat membre del comandament de l'Exèrcit Republicà Irlandès, un fet carregat de simbolisme.
El 15 de setembre de 2021, Higgins va rebutjar una invitació per assistir a un servei de l'església amb la reina Elisabet II de Gran Bretanya a l'octubre per commemorar el centenari d'Irlanda del Nord. Dos dies després, el 17 de setembre, el president va defensar la seva decisió de no assistir al servei i va decidir que seria "inadequat assistir-hi". Fet que s'ha interpretat de forma unànime com una oposició a normalitzar la partició d'Irlanda.